# جلال وفایی
جلال وفایی کارگردان و مستندساز ایرانی است.

## زندگی‌نامه
در سال ۱۳۶۰ در همدان به دنیا آمد. وی فعالیت هنری خود را با ساخت مستندی خودنگاره آغاز کرد. خلاف عقربه‌های ساعت (به انگلیسی: Anticlockwise) به عنوان اولین فیلم او، مستندی خودنگاره است که نشان دهندهٔ دگرگونی دیدگاه سیاسی خانوادهٔ او است. این مستند که تولید آن ۸ سال به طول انجامید، پس از برگزیده شدن در بخش نیمه بلند جشنواره بین‌المللی فیلم مستند آمستردام (IDFA) ۲۰۱۹ موفق به دریافت تندیس بهترین فیلم و جایزه ۷۵۰۰ یورویی در بخش مسابقهٔ مستندهای نیمه بلند گردید.

## بیانیهٔ هیئت داوران
فیلم که با یک دوربین ارزان قیمت و خانگی فیلم‌برداری شده، به شکلی بازیگوشانه از خام دستی و ساده انگاری ظاهری اش بهره می‌برد تا به شکلی هوشمند و با پیچش و شوخ‌طبعی، حقایقی را افشا کند. این فیلم تصویر خطوط شکست در یک خانوادهٔ ایرانی که نمایندهٔ جامعه ای پس از یک انقلاب است. سکانس اپتدایی، تصویر مردی که بردارش را بعد از مرخصی و در بازگشت به زندان همراهی می‌کند، به تنهایی می‌تواند این فیلم را شایستهٔ این جایزه بکند.